# ウォルター・シャーロー
ウォルター・シャーロー（Walter Shirlow、1838年8月6日 - 1909年12月26日）はスコットランド生まれのアメリカ合衆国の画家である
。

## 略歴
スコットランド・レンフルーシャーのペイズリーで生まれた。1840年に家族はアメリカ合衆国に移住した。シカゴ、ニューヨークで小切手などの印刷工場で版画家として働いた。1861年に初めてナショナル・アカデミー・オブ・デザインの展覧会に出展した。1868年に「シカゴ・アカデミー・オブ・デザイン」(Chicago Academy of Design:後にシカゴ美術館)の教師となった。有名な教え子にはフレデリック・ステュアート・チャーチがいる。1870年から1877年の間、ヨーロッパに渡り、ミュンヘン美術院に学び、ラーブ(Johann Leonhard Raab)、ヴァーグナー（Alexander von Wagner)、アルトゥール・ランベルク (Arthur von Ramberg)、ヴィルヘルム・リンデンシュミット(Wilhelm Lindenschmidt)に学んだ。
アメリカに帰国した後は、新しく設立されたニューヨークのアート・スチューデンツ・リーグで数年間教えた。1887年にナショナル・アカデミー・オブ・デザインの準会員となり翌年正会員となった。
ナショナル・アカデミー・オブ・デザインの保守性に対抗するために創設された、アメリカ芸術家協会(Society of American Artists)の創立者の一人で、会長も務めた。
スペインのマドリードで没し、マドリードのイギリス陣墓地に葬られた
。
ドイツ留学時代の「鐘造り」("The toning of the bell")が代表作のひとつである。

## 作品
- "Little Street Musicians" (1862)
- "The toning of the bell" (1874)
- "The Goose Herd "

- "Among Old Poets" (1909)
- "Water Lilies"